# Barkeria uniflora
Barkeria uniflora là một loài thực vật có hoa trong họ Lan. Loài này được (Lex.) Dressler & Halbinger mô tả khoa học đầu tiên năm 1977.

## Hình ảnh

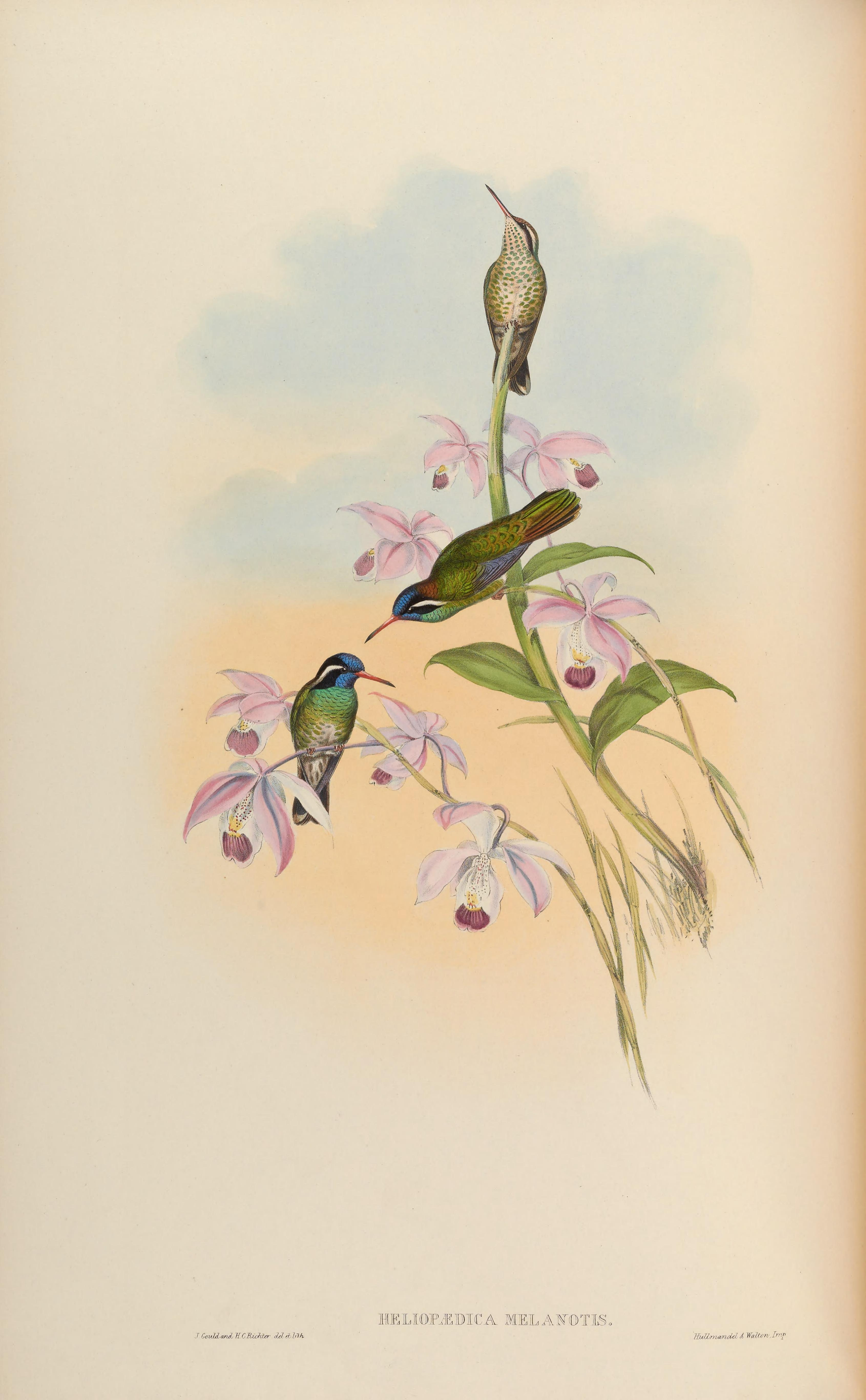
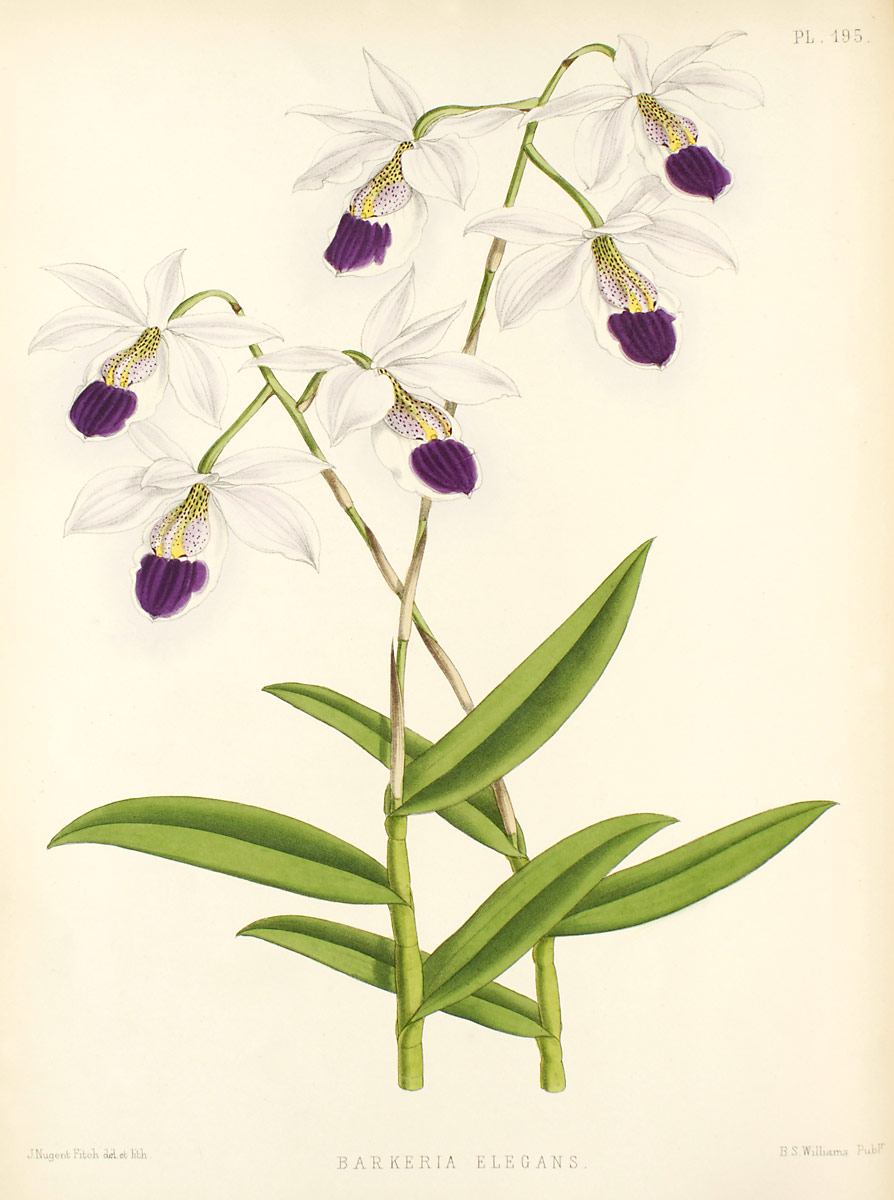